# Acoplamiento de Chan-Lam
El Acoplamiento de Chan-Lam es una reacción orgánica en donde un ácido borónico con un grupo alquilo, alquenilo o arilo reacciona con grupos NH u OH que contengan cobre(II), tales como acetato de cobre (II), y oxígeno, en presencia de una base como la piridina. El producto formado contiene un nuevo enlace carbono-nitrógeno o enlace carbono-oxígeno. Por ejemplo, la reacción de 2-piridona con ácido trans-1-hexenilborónico:

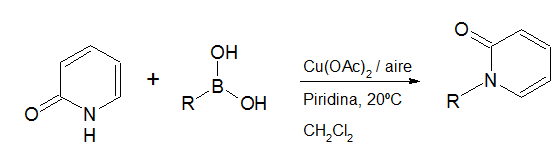
Representación del Acoplamiento de Cham-Lam.

## Mecanismo
La reacción procede mediante el siguiente mecanismo: 
- Desprotonación de la amina
- Coordinación de la amina con el cobre (II)
- Transferencia del grupo alquilo desde el boro hacia el cobre y el grupo de acetato desde el cobre hacia el boro (Transmetalación)
- Oxidación del Cu (II) a Cu (III) por el oxígeno
- Eliminación reductiva de Cu (III) a Cu (I) con la formación del producto. También se puede dar alternativamente la eliminación reductiva directa de Cu (II) a Cu (0) de manera lenta.

En el ciclo del catalizador, el oxígeno también regenera el Cu (II) del catalizador.